# Renato Consorte
Renato Consorte (São Paulo, 27 de outubro de 1924 – São Paulo, 26 de janeiro de 2009) foi um ator e comediante brasileiro.
Entre seus trabalhos mais marcantes estão A Família Trapo, com Ronald Golias, assim como sua participação na I Feira Paulista de Opinião, dirigido por Augusto Boal, e Gota d'Água de Chico Buarque de Holanda em São Paulo, no papel de Creonte, alguns dos espetáculos marcantes em que participou na sua luta contra a ditadura militar.
Renato, como ator de Gota d'Água participou ativamente da jornada de teatro pela anistia, em São Paulo em 5 de maio de 1977, quando todos os teatros abriram gratuitamente pela anistia e fim da tortura no Brasil, face a prisão de Celso Brambilla, Márcia Bassetto Paes, José Maria de Almeida e outros operários presos no primeiro de maio no ABC.
Foi ativista político e sindical, atuando no Sindicato dos Artistas de São Paulo, entre 1977 e 1981 junto com Lelia Abramo, Robson Correia de Camargo, Dulce Muniz e Cláudio Mamberti, trabalhando também em importantes filmes do cinema brasileiro, como o O Coronel e o Lobisomem e Eles Não Usam Black-Tie.
A Primeira Feira Feira Paulista de Opinião (5 de junho de 1968, Teatro Ruth Escobar (SP), foi escrita com quadros de Plínio Marcos, Lauro César Muniz, Bráulio Pedroso, Gianfrancesco Guarnieri, Jorge Andrade. Um dos episódios Verde Que Te Quero Verde, de Plínio Marcos, tinha como personagem um general. Consorte, que representava este general, era muito parecido com o presidente militar da ocasião, Costa e Silva, numa evidente paródia ao regime militar de então.

## Biografia
Seus pais eram os imigrantes italianos Luigi Consorte e Addolorata D'Amelio, ambos originários da região dos Abruzos. Renato sonhava formar-se em Medicina, mas acabou cursando a Faculdade de Direito do Largo São Francisco. Fez parte da "Caravana Artística XI de Agosto", da Faculdade, viajando por todo o interior, cantando e representando.
Através de Inezita Barroso e Maurício Barroso é indicado para um teste no TBC e estreia em 1949, na peça "A Noite de 16 de Janeiro". Em 1949 participa da formação da Companhia Cinematográfica Vera Cruz onde começa como gerente de produção e se torna depois um de seus principais atores.
A estreia no cinema é em 1950 na produção "Caiçara" ao lado de Eliane Lage, Mário Sérgio e Abílio Pereira de Almeida. Já participou de cerca de 40 filmes, sendo 18 deles na Vera Cruz. Alberto Guzik destaca a participação de Consorte em O Grande Momento de Roberto Santos.
Na televisão fez programas humorísticos como "Família Trapo" e algumas novelas como "Papai Coração" na TV Tupi; "A História de Ana Raio e Zé Trovão" na TV Manchete e "O Primo Basílio", "Tieta" e "Bang bang" na Rede Globo. Participou de um quadro humorístico duradouro com Walter D'Ávila na TV Rio.
No teatro participou ainda de Roda Viva de Francisco Buarque de Hollanda peça que marcou o teatro brasileiro por sua inovação estética e também pela invasão do Comando de Caça aos Comunistas. Segundo o crítico Alberto Guzik, Renato tinha um grande tempo para a interpretação da comédia.
Foi casado com a antropóloga Josildeth Gomes Consorte, com quem teve dois filhos.

### Desastre de avião
Renato Consorte participou inesperadamente de um fato inusitado. Em 1963 um avião cai na avenida Piaçanguaba, perto da avenida Indianópolis, nas cercanias do Aeroporto de Congonhas, em São Paulo matando 37 dos seus 50 tripulantes e passageiros. Renato Consorte foi um dos poucos sobreviventes, estando por vários dias com a vida por um fio. Teve o corpo quase todo queimado, e depois diversas cirurgias, enxertos, e um longo tratamento, voltou a atuar fazendo diversos trabalhos no teatro, cinema e TV. Coincidência ou não, seu nome "Re-nato", que quer dizer "renascido", e o sobrenome de família "Consorte" devem ter colaborado: "renascido com sorte"!

### Atuação política
Sempre fiz política, lutei pela liberdade de expressão, pela abertura do campo de trabalho para os atores, pela anistia, pelo direito de voto. Combati a ditadura, o regime militar. (…) Na época da repressão, eu aproveitava o teatro para fazer política. Quando o coronel Erasmo Dias invadiu a PUC, eu fazia os Saltimbancos no Tuca - aliás, fui o único ator do mundo que fez duas peças do mesmo autor, o Chico Buarque, no mesmo dia, porque eu entrava em Gota DÁgua à noite. Meu papel era de um jumento, então eu disse em cena: - Eu sou um jumento. (…) Era o governo do João Figueiredo, eu dizia: - Com os equinos, agora, nós não subimos escada, subimos rampa. A censura me chamou no ato.
Pela parte que me toca: Fui preso na rua, no dia do meu aniversário de casamento (31 de janeiro de 1969), por três tenentes do exército, sendo que, um deles, reconheci como participante das nossas assembleias. Este, depois de me dar voz de prisão, me levou, dentro de um jipão com mais 10 soldados fortemente armados, para o quartel do REC-MEC no Ibirapuera. Chegando lá, fui entregue a dois majores: um muito boçal que disse ter-me visto no teatro "fazendo papel de gorila". Isso tinha sido na peça de Plínio Marcos, "Verde que te quero verde", em que eu fazia um gorila com uniforme do exército e censurava tudo quanto era texto, rasgando e riscando, isto sem falar em muitos outros detalhes incluídos com intuito de desmoralizar os censores da época. Esse major me martirizou muito, mentalmente, tentando me atemorizar.
O outro major, de nome Beltrão, me tratou delicadamente, se dizendo meu admirador desde o tempo em que eu trabalhava no Rio, e fazia questão de me tratar por SENHOR e acrescentava sempre: "o senhor vê que eu o trato com educação". Eu soube, depois, que esse major matava os nosso companheiros, dando-lhes um tiro na nuca. Naturalmente, antes de atirar ele devia pedir "licença" ao sacrificado. Ele me perguntou, entre tantas coisas, o que eu achava do CCC. Me fazendo de ingênuo, eu disse que "se tratava de um grupo de estrangeiros com o intuito de lançar brasileiros contra brasileiros". Ao que ele observou, espantado: "Não, senhor Roberto! Eles são daqui do nosso quartel mesmo!". Aquele major boçal chegou a me dizer: "O exército brasileiro, senhor Renato Consorte, está com o senhor por aqui". E fez aquele gesto tocando na testa. Pensei comigo: "quanta honra". E basta, porque o meu sistema nervoso se descontrolou.

### Morte
Renato Consorte morreu, por volta das 14 horas do dia 26 de janeiro de 2009, aos 84 anos, no Hospital Oswaldo Cruz, em São Paulo, em decorrência de câncer de próstata.

## Carreira

### Teatro
- 1959 O Mambembe de Arthur Azevedo. Direção Gianni Ratto. Teatro Municipal RJ - Cia. Teatro dos 7 (RJ) com Fernanda Montenegro, Ítalo Rossi, Sérgio Brito, Zilca Salaberry.
- O Inventor de Cavalo
- Arena Conta Tiradentes - Teatro de Arena de São Paulo
- O Líder
- Verde Que Te Quero Verde – Episódio da Primeira Feira Paulista de Opinião de Plínio Marcos dir. Augusto Boal. Teatro Ruth Escobar (SP), 5 de junho de 1968.
- Barrela de Plínio Marcos
- Arena Conta Bolívar - Teatro de Arena de São Paulo
- Participou da excursão do Teatro de Arena a Nova York, Lima, Buenos Aires e Cidade do México com Arena Contra Bolivar de Augusto Boal, com Lima Duarte
- 1977 Gota d'Água de Chico Buarque de Holanda, com Bibi Ferreira.

### Televisão
| Ano  | Título                             | Personagem                   | Notas                                                       |
| ---- | ---------------------------------- | ---------------------------- | ----------------------------------------------------------- |
| 1955 | Teledrama                          | —                            | Episódio: "Ressurreição"                                    |
| 1960 | Gabriela, Cravo e Canela           | Nacib                        |                                                             |
| 1964 | Prisioneiro de um Sonho            | Barros                       |                                                             |
| 1966 | Eu Compro Esta Mulher              | João                         |                                                             |
| 1967 | O Tempo e o Vento                  | Padre Lara                   |                                                             |
| 1970 | O Meu Pé de Laranja Lima           | Padre Juca                   |                                                             |
| 1971 | Meu Pedacinho de Chão              | Giacomo Brunetto             |                                                             |
| 1973 | A Volta de Beto Rockfeller         | José Rubens                  |                                                             |
| 1973 | O Conde Zebra                      | Honorário                    |                                                             |
| 1976 | Papai Coração                      | Padre Bernardo               |                                                             |
| 1979 | Dinheiro Vivo                      | —                            |                                                             |
| 1985 | O Tempo e o Vento                  | Padre Romano                 |                                                             |
| 1988 | O Primo Basílio                    | Vicente Azurara              |                                                             |
| 1989 | Tieta                              | Chalita                      |                                                             |
| 1990 | A História de Ana Raio e Zé Trovão | Comendador                   |                                                             |
| 1996 | Brava Gente                        | Nino (participação especial) |                                                             |
| 1998 | Fascinação                         | Cordélio                     |                                                             |
| 1998 | Pérola Negra                       | ...                          |                                                             |
| 1999 | Você Decide                        | Bóris                        | Episódio: "Numa Sexta-Feira 13: Parte 1"                    |
| 2004 | Sob Nova Direção                   | Agenor                       | Episódio: "Mendigas com quem tu andas que te direi quem és" |
| 2005 | Qual é, bicho?                     | Lobato                       |                                                             |
| 2005 | Bang Bang                          | Padre Jeremy Hacker          |                                                             |

### Cinema
| Ano  | Título                               | Personagem                |
| ---- | ------------------------------------ | ------------------------- |
| 1950 | Caiçara                              |                           |
| 1951 | Ângela                               | Jogador                   |
| 1951 | Terra É sempre Terra                 | Boaventura                |
| 1952 | Apassionata                          | Investigador              |
| 1952 | Sai da Frente                        | Funcionário da Repartição |
| 1952 | Tico-Tico no Fubá                    | Barbeiro                  |
| 1952 | Veneno                               |                           |
| 1953 | Esquina da Ilusão                    | Atílio                    |
| 1953 | A Família Lero-Lero                  | Atendente do hotel        |
| 1953 | Sinhá Moça                           | Professor                 |
| 1954 | É Proibido Beijar                    | Funcionário no aeroporto  |
| 1954 | Floradas na Serra                    |                           |
| 1954 | Na Senda do Crime                    | Chico , o barbeiro        |
| 1955 | Rio 40 Graus                         | Homem na praia            |
| 1957 | A Baronesa Transviada                | Advogado                  |
| 1957 | Osso, Amor e Papagaios               | Salim , o lojista         |
| 1959 | Garota Enxuta                        |                           |
| 1959 | Um Caso de Polícia                   |                           |
| 1961 | Ladrão em Noite de Chuva             | Médico                    |
| 1962 | Os Mendigos                          |                           |
| 1962 | Pluft, o Fantasminha                 | Pirata antigo             |
| 1968 | Cristo de Lama                       | Mesquita                  |
| 1968 | O Bandido da Luz Vermelha            | Apresentador de televisão |
| 1974 | Gente que Transa                     | Gigi                      |
| 1976 | Sabendo Usar Não Vai Faltar          | Laerte                    |
| 1978 | O Coronel e o Lobisomem              | Juju Bezerra              |
| 1980 | Ato de Violência                     | Manuel                    |
| 1980 | O Menino Arco-Íris                   | Devedor de impostos       |
| 1980 | Curumim                              | Sebastião                 |
| 1981 | Eles Não Usam Black-Tie              | Alípio                    |
| 1984 | O Cavalinho Azul                     | João de Deus              |
| 1984 | O Baiano Fantasma                    | Comerciante italiano      |
| 1986 | Sonho Sem Fim                        | Lázaro                    |
| 1987 | Os Trapalhões no Auto da Compadecida | Bispo                     |
| 1991 | Sua Excelência, o Candidato          | Ezequiel                  |
| 1993 | Zuleika                              | Mensageiro                |
| 1993 | Papo de Bar                          | Homem no bar              |
| 1994 | Sábado                               | Residente                 |
| 1996 | Correspondência                      | Repórter                  |
| 1997 | A Manchete                           | Editor                    |
| 2002 | Morte                                | Amigo no velório          |
| 2005 | Cafundó                              | Ministro                  |
| 2005 | O Casamento de Romeu e Julieta       | Imparato                  |
| 2006 | Boleiros 2                           | Major Perez               |
| 2007 | O Homem que Desafiou o Diabo         | Turco                     |
| 2009 | Bom Dia, Eternidade                  | Capilé                    |
| 2009 | A Guerra de Arturo                   | Senhor                    |

## ligações externas
- Renato Consorte. no IMDb.